# 대한민국의 해외신도시 개발
대한민국의 해외신도시 개발은 대한민국이 해외에 신도시를 개발하는 것이다.

## 완공된 신도시

### 캄코시티
캄코시티(영어: Camko City), (크메르어: កាំកូស៊ីធី)는 캄보디아 프놈펜 중심에서 3km 떨어진 곳에 위치한 신도시다. 캄보디아와 한국을 의미한다. 1단계는 2003년 2월에 계획했고 2005년 12월에 시작되었고 2018년에 완공되었다. 대규모 아파트 시설이 있고 한국이 건설한 코리아타운이 있다.

## 공사중인 신도시

### 비스마야 신도시
비스마야(بسمايه)는 이라크 바그다드에 공사중인 신도시는 한화건설이 건설하고 있다. 2015년 부르즈 한화(70m)가 개관하였다. 2015년 6월 25,000여명을 수용할 수 있는 6개 블록 중에서 첫 번째 블록이 완료되었다. 현재 공사가 진행 중이며 빠르면 2019년에 늦으면 2021년에 준공 예정이다.

## 같이 보기
- 신도시